# Opere di Amos Oz
Amos Oz (1939-2018) è considerato uno dei più grandi scrittori israeliani: romanziere, giornalista e intellettuale. Autore di oltre 40 libri, la sua prolifica pubblicistica include romanzi, novelle e raccolte di racconti, libri per bambini, articoli e saggi. Insegnò Letteratura Ebraica all'Università Ben Gurion del Negev. Le sue opere sono tradotte in 45 lingue, più di qualunque altro autore israeliano. 
| Titolo italiano                                                       | Titolo originale                    | Altro titolo                                                                                    | Anno       | Traduzioni italiane | Nota |
| --------------------------------------------------------------------- | ----------------------------------- | ----------------------------------------------------------------------------------------------- | ---------- | --- | --- |
| Le terre dello sciacallo                                              | ארצות התן                           | Where the Jackals Howl and Other Stories                                                        | 1965       | Elena Loewenthal (Milano, Feltrinelli, 2021)                                                                              | raccolta di 10 racconti                                                                                  |
| Altrove, forse                                                        | מקום אחר                            | Elsewhere, Perhaps                                                                              | 1966       | Elena Loewenthal (Feltrinelli, 2015; UEF, 2017)                                                                           | romanzo                                                                                                  |
| Michael mio                                                           | מיכאל שלי                           | My Michael                                                                                      | 1967       | Rosy Molari (Milano, Bompiani, 1975, 1994; Milano, Feltrinelli, 2001; UEF, 2012)                                          | romanzo                                                                                                  |
| Finché morte non sopraggiunga                                         | עד מוות                             | Unto Death: Crusade and Late Love                                                               | 1971       | Elena Loewenthal (Milano, Feltrinelli, 2018; UEF, 2021)                                                                   | due novelle: Amore tardivo e Finché morte non sopraggiunga                                               |
| Tocca l'acqua, tocca il vento                                         | אנשים אחרים                         | Touch the Water, Touch the Wind                                                                 | 1973       | Elena Loewenthal (Milano, Feltrinelli, 2017; UEF, 2019)                                                                   | romanzo                                                                                                  |
| Gente diversa                                                         | לגעת במים לגעת ברוח                 | Other People                                                                                    | 1974       | | scelta di racconti                                                                                       |
| La paura sotto i cedri del Libano                                     |                                     | 1974                                                                                            |            | | «Sette giorni», n. 354, 14 aprile 1974, p. 56                                                            |
| Il monte del cattivo consiglio                                        | הר העצה הרעה                        | The Hill of Evil Counsel: Three Stories                                                         | 1976       | Elena Loewenthal (Milano, Feltrinelli, 2011; UEF, 2012)                                                                   | tre novelle                                                                                              |
| Soumchi                                                               | סומכי                               | Soumchi                                                                                         | 1978       | Glauco Arneri (Milano: Mondadori, 1997, 2001; UEF, Feltrinelli, 2013)                                                     | racconto per ragazzi (illustrazioni di Fabián Gonzáles Negrin)                                           |
| Sotto questa luce ardente                                             | באור התכלת העזה                     | Under This Blazing Light: Articles and Essays                                                   | 1979       | | articoli e saggi                                                                                         |
| Una pace perfetta                                                     | מנוחה נכונה                         | A Perfect Peace                                                                                 | 1982       | Elena Loewenthal (Feltrinelli, 2009; UEF, 2011)                                                                           | romanzo                                                                                                  |
| In terra di Israele                                                   | פה ושם בארץ ישראל                   | In the Land of Israel                                                                           | 1983       | Arno Baehr (Genova, Marietti, 1992)                                                                                       | saggi (prefazione di Lucia Annunziata)                                                                   |
| Introduzione                                                          |                                     | Introduction to "Until Daybreak: Stories from the Kibbutz"                                      | 1984       | | antologia, a cura di Amos Oz                                                                             |
| La letteratura israeliana: un caso di realtà che riflette la finzione |                                     | Israeli Literature: A Case of Reality Reflecting Fiction                                        | 1985       | | saggio                                                                                                   |
| I pendii del Libano                                                   | ממורדות הלבנון                      | The Slopes of Lebanon                                                                           | 1987       | | saggi |
| La scatola nera                                                       | קופסה שחורה                         | Black Box                                                                                       | 1987       | Elena Loewenthal (Milano, Feltrinelli, 2002; UEF, 2004)                                                                   | romanzo                                                                                                  |
| Introduzione                                                          |                                     | Introduction to "New Heart, New Spirit: Biblical Humanism for Modern Israel" by Arie Lova Eliav | 1988       | | saggio                                                                                                   |
| Conoscere una donna                                                   | לדעת אישה                           | To Know a Woman                                                                                 | 1989       | Alessandro Guetta (Milano, Guanda 1992; Milano, TEA, 1996; UEF, Milano, Feltrinelli, 2002)                                | romanzo                                                                                                  |
| Fima                                                                  | המצב השלישי                         | Fima or the Third Condition                                                                     | 1991       | Sarah Kaminski e Elena Loewenthal (Milano, Feltrinelli, 1991; Milano, Bompiani 1997, 2000; UEF, Milano, Feltrinelli 2004) | romanzo                                                                                                  |
| Il silenzio del paradiso                                              | שתיקת השמים: עגנון משתומם על אלוהים | The Silence of Heaven: Agnon's Fear of God                                                      | 1993, 2000 | | saggio                                                                                                   |
| Non dire notte                                                        | אל תגידי לילה                       | Don't Call It Night                                                                             | 1994       | Elena Loewenthal (Milano, Feltrinelli, 2007; UEF, 2008)                                                                   | romanzo                                                                                                  |
| Di chi è la Terra Santa?                                              |                                     | Whose Holy Land?                                                                                | 1994       | | saggio, pubblicato in precedenza                                                                         |
| Israele, Palestina e la pace                                          |                                     | Israel, Palestine and Peace: Essays                                                             | 1994       | | raccolta di saggi e articoli, a cura di Drenka Willen                                                    |
| La vera causa della morte di mia nonna                                |                                     | The Real Cause of My Grandmother's Death                                                        | 1995       | | saggio, pubblicato in precedenza                                                                         |
| Una pantera in cantina                                                | פנתר במרתף                          | Panther in the Basement                                                                         | 1995, 2015 | Elena Loewenthal (Milano, Fabbri Editori, 1999; Milano, Bompiani, 2001; UEF, Milano, Feltrinelli, 2010)                   | romanzo (postfazione di Antonio Faeti)                                                                   |
| Ma che cosa c'era qui prima del Big Bang?                             |                                     | But What Actually Existed Here Before the Big Bang?                                             | 1996       | Cristina Scalabrini (in I quaderni di Panta: Scrittura creativa, a cura di Laura Lepri, Milano, Bompiani, 1997)           | saggio                                                                                                   |
| La storia comincia così                                               | מתחילים סיפור                       | The Story Begins: Essays on Literature                                                          | 1999       | Elena Loewenthal (Milano, Feltrinelli, 2024)                                                                              | raccolta di saggi letterari                                                                              |
| Tutte le nostre speranze                                              | כל התקוות: מחשבות על זהות ישראלית   | All Our Hopes: Thoughts on Israeli Identity                                                     | 1998       | | raccolta di saggi                                                                                        |
| Lo stesso mare                                                        | אותו הים                            | The Same Sea                                                                                    | 1999       | Elena Loewenthal (Milano, Feltrinelli, 2000; UEF, 2002)                                                                   | poesie in prosa                                                                                          |
|                                                                       |                                     | Jerusalem Omnibus                                                                               | 2000       | | antologia                                                                                                |
| Il senso della pace                                                   |                                     | The Sense of Peace                                                                              | 1999       | Matteo Bellinelli (Bellinzona, Casagrande, 2000)                                                                          | intervista per il ciclo di documentari: "Scrittori israeliani. Il dolore della memoria"                  |
| Postfazione                                                           |                                     | Foreword to "Painted in Words: A Memoir" by Samuel Bak                                          | 2001       | | |
| Una storia di amore e di tenebra                                      | סיפור על אהבה וחושך                 | A Tale of Love and Darkness                                                                     | 2002       | Elena Loewenthal (Milano, Feltrinelli, 2003; UEF, 2005)                                                                   | racconto autobiografico                                                                                  |
| Ma queste sono due guerre diverse                                     | בעצם יש כאן שתי מלחמות              | But These Are Two Different Wars                                                                | 2002       | | raccolta di articoli                                                                                     |
| Contro il fanatismo                                                   |                                     | How to Cure a Fanatic (The Tubingen Lectures: Three lectures)                                   | 2004       | Elena Loewenthal (Milano, Feltrinelli, 2004; UEF, 2015)                                                                   | saggi |
| Un sostenitore della propria tribù                                    |                                     | A Conjuror of His Tribe                                                                         | 2004       | | scelta di articoli                                                                                       |
| D'un tratto nel folto del bosco                                       | פתאום בעומק היער: אגדה              | Suddenly in the Depth of the Forest                                                             | 2005       | Elena Loewenthal (Milano, Feltrinelli, 2005, 2007; UEF, 2011; a cura di Antonietta Italia, Torino, Einaudi Scuola, 2008)  | racconto                                                                                                 |
| Israele e la Germania                                                 |                                     | Israel und Deutschland: vierzig Jahre nach Aufnahme diplomatischer Beziehungen                  | 2005       | | scelta di saggi                                                                                          |
| Nota autobiografica                                                   |                                     | Nota autobiograficzna                                                                           | 2005       | | nota polacca                                                                                             |
| Sui pendii di un vulcano                                              |                                     | On the Slopes of a Volcano                                                                      | 2006       | | saggi |
| Paradiso adesso: 24 ore nella testa di un kamikaze                    |                                     |                                                                                                 |            | (Feltrinelli-Lucky Red, 2006)                                                                                             | con Christoph Reuter e con il film Paradise Now di Hany Abu-Assad                                        |
| Eredi                                                                 |                                     | Heirs                                                                                           | 2007       | | «The New Yorker», 22 January 2007                                                                        |
|                                                                       |                                     |                                                                                                 | 2007       | | saggio in Theodor Fontane, Effi Briest, trad. di Silvia Bortoli (Collana Oscar, Milano, Mondadori, 2007) |
| Una terra due stati. Interviste                                       |                                     |                                                                                                 | 2007       | (Roma, Datanews, 2007) | interviste                                                                                               |
| Tua nonna è cattiva                                                   |                                     |                                                                                                 | 2007       | (Ricchiuti, 2007) | racconto                                                                                                 |
| Aspettando                                                            |                                     | Waiting                                                                                         | 2008       | | «The New Yorker», 8 December 2008                                                                        |
| La vita fa rima con la morte                                          | חרוזי החיים והמוות                  | Rhyming Life and Death                                                                          | 2008       | Elena Loewenthal (Milano, Feltrinelli, 2008; UEF, 2010)                                                                   | romanzo                                                                                                  |
|                                                                       |                                     | The Amos Oz Reader                                                                              | 2009       | | antologia, a cura di Nitza Ben-Dov, introduzione di Robert Alter                                         |
| Romanzi                                                               |                                     | Die Romane                                                                                      | 2009       | | raccolta tedesca di romanzi                                                                              |
| Trilogia di Gerusalemme                                               |                                     | Jeruzalem Trilogie                                                                              | 2009       | | raccolta olandese di romanzi                                                                             |
| Scene dalla vita di un villaggio                                      | תמונות מחיי הכפר                    | Scenes from Village Life                                                                        |            | Elena Loewenthal (Milano, Feltrinelli, 2010; UEF, 2012)                                                                   | racconti (tra cui Si aspetta e Nel buio sotto le vaghe stelle pubblicati a sé)                           |
| Il re di Norvegia                                                     |                                     | The King of Norway                                                                              | 2011       | | «The New Yorker», 17 January 2011                                                                        |
| Gli ebrei e le parole. Alle radici dell'identità ebraica              | יהודים ומילים                       | Jews and Words                                                                                  | 2012       | Elena Loewenthal (Milano, Feltrinelli, 2013; UEF, 2015)                                                                   | con Fania Oz-Salzberger, saggio                                                                          |
| Tra amici                                                             | בין חברים                           | Between Friends                                                                                 | 2012       | Elena Loewenthal (Feltrinelli, 2012, 2014 UE)                                                                             | racconti                                                                                                 |
| Giuda                                                                 | הבשורה על-פי יהודה                  | Judas                                                                                           | 2014       | Elena Loewenthal (Feltrinelli, 2014, 2016 UE)                                                                             | romanzo                                                                                                  |
| Cari fanatici                                                         | שלום לקנאים                         | Dear Zealots: Letters From a Divided Land                                                       | 2017       | Elena Loewenthal (Milano, Feltrinelli, 2017)                                                                              | lettere                                                                                                  |
| Sulla scrittura, sull'amore, sulla colpa e altri piaceri              | ממה עשוי התפוח?                     | What Makes an Apple?: Six Conversations about Writing, Love, Guilt, and Other Pleasures         | 2018       | Elena Loewenthal (Milano, Feltrinelli, 2019)                                                                              | conversazioni con Shira Hadad                                                                            |
| Gesù e Giuda                                                          |                                     | Jesus and Juda                                                                                  | 2018       | Vincenzo Mantovani (Milano, Feltrinelli, 2022)                                                                            | saggio                                                                                                   |
| Resta ancora tanto da dire. L'ultima lezione                          | כל החשבון עוד לא נגמר               | The Whole Story Is Not Over Yet                                                                 | 2019       | Elena Loewenthal (Milano, Feltrinelli, 2023)                                                                              | lezione pubblicata postuma                                                                               |
| Opere                                                                 |                                     | Œuvres                                                                                          | 2020       | | raccolta francese                                                                                        |